# Cheylard-l’Evêque

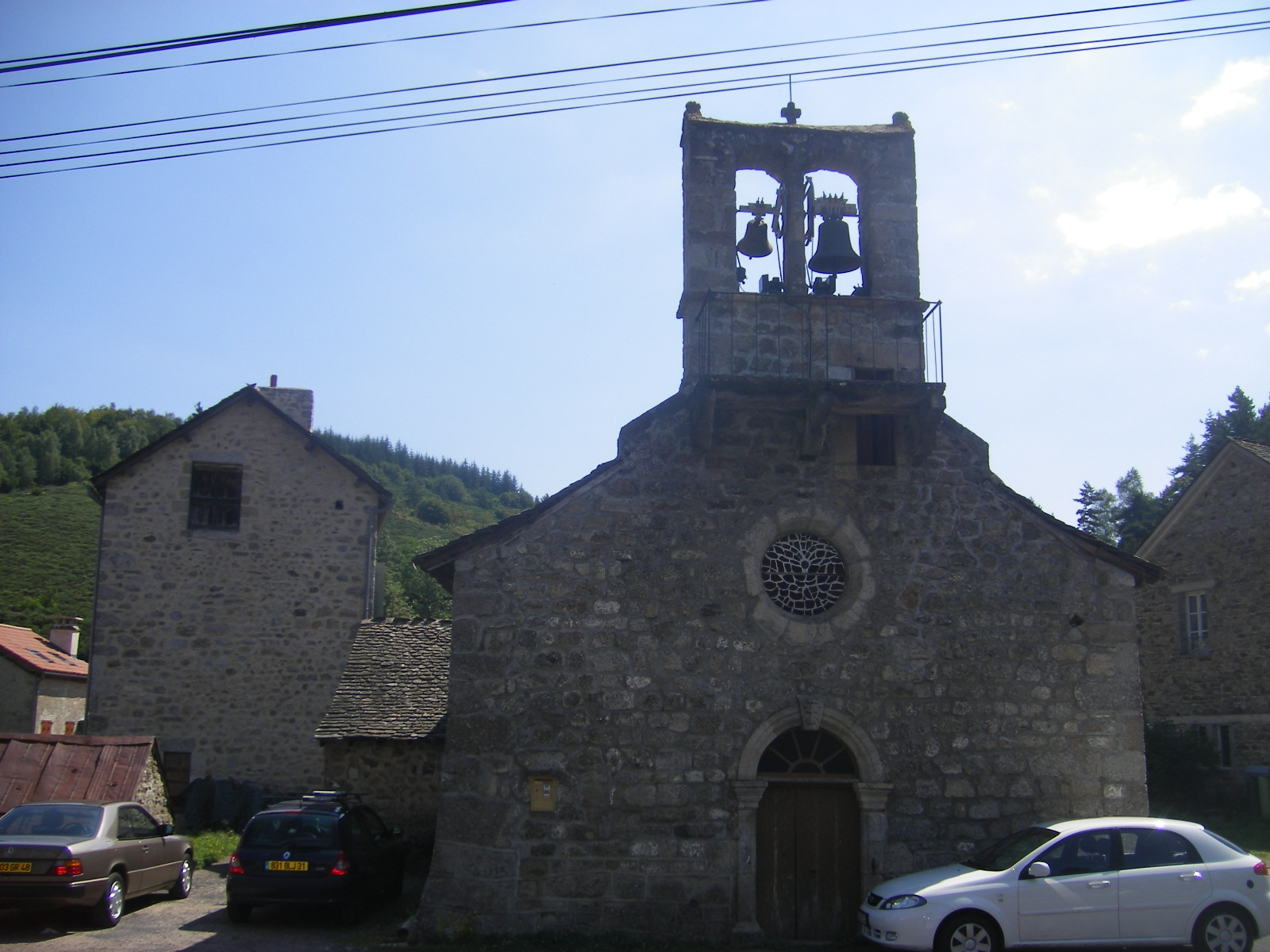
Kościół w Cheylard-l’Evêque, 2007

Cheylard-l’Evêque – miejscowość i gmina we Francji, w regionie Oksytania, w departamencie Lozère.
Według danych na rok 1990 gminę zamieszkiwało 60 osób, a gęstość zaludnienia wynosiła 2 osoby/km² (wśród 1545 gmin Langwedocji-Roussillon Cheylard-l’Evêque plasuje się na 841. miejscu pod względem liczby ludności, natomiast pod względem powierzchni na miejscu 188.).

## Populacja

Populacja Cheylard-l’Evêque w latach 1962-2008